# Distrikt Conila
Der Distrikt Conila liegt in der Provinz Luya in der Region Amazonas im Norden von Peru. Der Distrikt hat eine Fläche von 256,2 km². Beim Zensus 2017 hatte der Distrikt 1840 Einwohner. Im Jahr 1993 lag die Einwohnerzahl bei 2108, im Jahr 2007 bei 2033. Die Distriktverwaltung befindet sich in Cohechan.
Conila ist der letzte verbliebene Ort, an dem 2003 noch alle Altersstufen das traditionelle Chachapoyas-Quechua sprachen, doch waren darunter noch höchstens 300 Einsprachige.
Das Dorffest in der Distrikthauptstadt Cohechan wird am 24. Juni begangen und im Dörfchen Conila am 16. Juni.

## Geographische Lage
Im Norden grenzt der Distrikt Conila an den Distrikt Jamalca, im Osten an den Distrikt Santa Catalina und den Distrikt Luya Viejo und im Süden an den Distrikt Lonya Chico und den Distrikt Ocallí und im Westen an den Distrikt Camporredondo.